# Volta a Cataluña 1941
La Volta a Cataluña 1941 fue la 21.ª edición de la Volta a Cataluña. Se disputó en 10 etapas del 6 al 14 de septiembre de 1941 con un total de 1.214 km. El vencedor final fue el español Antonio Andrés Sancho.
Debido a la Segunda Guerra Mundial no participaron corredores extranjeros. Compitieron ciclistas de equipos como el FC Barcelona y el RCD Español, i el ganador recibió un premio de 5.000 pesetas de la casa Pirelli. El director de la carrera fue Sebastián Masdeu, el primer vencedor de la "Volta".

## Etapas
| Etapa | Fecha            | Ciudades de etapa                         | km     | Vencedor de la etapa   | Líder de la general   |
| ----- | ---------------- | ----------------------------------------- | ------ | ---------------------- | --------------------- |
| 1º    | 6 de septiembre  | Montjuïc - Montjuïc                       | 38,0km | Joaquín Olmos          | Joaquín Olmos         |
| 2º    | 7 de septiembre  | Barcelona - Villafranca del Panadés       | 68,0   | Bartolomé Flaquer      | Bartolomé Flaquer     |
| 3º    | 7 de septiembre  | Villafranca del Panadés - Tarragona (CRI) | 51,0   | Antonio Andrés Sancho  | Antonio Andrés Sancho |
| 4º    | 8 de septiembre  | Tarragona - Tortosa                       | 97,0   | Delio Rodríguez Barros | Antonio Andrés Sancho |
| 5º    | 9 de septiembre  | Tortosa - Vilanova de Bellpuig            | 181,0  | Delio Rodríguez Barros | Antonio Andrés Sancho |
| 6º    | 10 de septiembre | Vilanova de Bellpuig - Manresa            | 157,0  | Delio Rodríguez Barros | Antonio Andrés Sancho |
| 7º    | 11 de septiembre | Manresa - Olot                            | 132,0  | Fermín Trueba          | Antonio Andrés Sancho |
| 8º    | 12 de septiembre | Olot - Gerona                             | 125,0  | Antonio Martín         | Antonio Andrés Sancho |
| 9ºA   | 13 de septiembre | Gerona - Palamós (CRE)                    | 48,0   | Mariano Cañardo        | Antonio Andrés Sancho |
| 9ºB   | 13 de septiembre | Palamós - Figueras                        | 79,0   | Delio Rodríguez Barros | Antonio Andrés Sancho |
| 10º   | 14 de septiembre | Figueras - Barcelona                      | 216,0  | Delio Rodríguez Barros | Antonio Andrés Sancho |

### 1ª etapa[1]
06-09-1941:  Barcelona - Barcelona. 60,0 km
|   | Ciclista              | Equipo       | Tiempo     |
| - | --------------------- | ------------ | ---------- |
| 1 | Joaquín Olmos         | FC Barcelona | 1h 31' 46" |
| 2 | Federico Ezquerra     | RCD Español  | m. t.      |
| 3 | Antonio Andrés Sancho | FC Barcelona | m. t.      |

|   | Ciclista              | Equipo       | Tiempo     |
| - | --------------------- | ------------ | ---------- |
| 1 | Joaquín Olmos         | FC Barcelona | 1h 31' 46" |
| 2 | Federico Ezquerra     | RCD Español  | m. t.      |
| 3 | Antonio Andrés Sancho | FC Barcelona | m. t.      |

### 2ª etapa[2]
07-09-1941: Barcelona - Vilafranca del Penedès. 68,0 km
|   | Ciclista          | Equipo      | Tiempo     |
| - | ----------------- | ----------- | ---------- |
| 1 | Bartolomé Flaquer | RCD Español | 1h 41' 45" |
| 2 | Antonio Martín    | RCD Español | m. t.      |
| 3 | Andrés Canals     | RCD Español | m. t.      |

|   | Ciclista              | Equipo       | Tiempo     |
| - | --------------------- | ------------ | ---------- |
| 1 | Bartolomé Flaquer     | RCD Español  | 3h 13' 31" |
| 2 | Joaquín Olmos         | FC Barcelona | m. t.      |
| 3 | Antonio Andrés Sancho | FC Barcelona | m. t.      |

### 3ª etapa
07-09-1941: Vilafranca del Penedés - Tarragona. 51,0 km (CRI)
|   | Corredor              | Equipo       | Tiempo     |
| - | --------------------- | ------------ | ---------- |
| 1 | Antonio Andrés Sancho | FC Barcelona | 1h 16' 08" |
| 2 | Antonio Martín        | RCD Español  | + 53"      |
| 3 | Delio Rodríguez       | RCD Español  | + 01' 04"  |

|   | Ciclista              | Equipo       | Tiempo     |
| - | --------------------- | ------------ | ---------- |
| 1 | Antonio Andrés Sancho | FC Barcelona | 4h 29' 39" |
| 2 | Antonio Martín        | RCD Español  | + 53"      |
| 3 | José Campamá          | FC Barcelona | + 01' 34"  |

### 4ª etapa
08-09-1942: Tarragona - Tortosa. 97,0 km 
|   | Ciclista        | Equipo       | Tiempo     |
| - | --------------- | ------------ | ---------- |
| 1 | Delio Rodríguez | RCD Español  | 2h 32' 58" |
| 2 | Joaquín Olmos   | FC Barcelona | m. t.      |
| 3 | José Gras       | UD Sants     | m. t.      |

|   | Ciclista              | Equipo       | Tiempo     |
| - | --------------------- | ------------ | ---------- |
| 1 | Antonio Andrés Sancho | FC Barcelona | 7h 02' 37" |
| 2 | Antonio Martín        | RCD Español  | + 53"      |
| 3 | José Campamá          | FC Barcelona | + 01' 34"  |

### 5ª etapa[3]
09-09-1941: Tortosa - Vilanova de Bellpuig. 181,0 km
|   | Ciclista          | Equipo       | Tiempo     |
| - | ----------------- | ------------ | ---------- |
| 1 | Delio Rodríguez   | RCD Español  | 5h 59' 55" |
| 2 | Federico Ezquerra | RCD Español  | m. t.      |
| 3 | Juan Gimeno       | FC Barcelona | m. t.      |

|   | Ciclista              | Equipo       | Tiempo      |
| - | --------------------- | ------------ | ----------- |
| 1 | Antonio Andrés Sancho | FC Barcelona | 13h 02' 32" |
| 2 | Antonio Martín        | RCD Español  | + 53"       |
| 3 | José Campamá          | FC Barcelona | + 01' 34"   |

### 6ª etapa[4]
10-09-1941: Vilanova de Bellpuig - Manresa. 157,0 km
|   | Corredor          | Equipo      | Tiempo     |
| - | ----------------- | ----------- | ---------- |
| 1 | Delio Rodríguez   | RCD Español | 5h 27' 50" |
| 2 | Julián Berrendero | RCD Español | m. t.      |
| 3 | Antonio Martín    | RCD Español | m. t.      |

|   | Ciclista              | Equipo       | Tiempo      |
| - | --------------------- | ------------ | ----------- |
| 1 | Antonio Andrés Sancho | FC Barcelona | 18h 30' 22" |
| 2 | Antonio Martín        | RCD Español  | + 53"       |
| 3 | Andrés Canals         | RCD Español  | + 02' 05"   |

### 7ª etapa[5]
11-09-1941: Manresa - Olot. 132,0 km
|   | Corredor          | Equipo       | Tiempo     |
| - | ----------------- | ------------ | ---------- |
| 1 | Fermín Trueba     | RCD Español  | 4h 06' 39" |
| 2 | José Campamá      | FC Barcelona | + 06' 53"  |
| 3 | Julián Berrendero | RCD Español  | + 06' 56"  |

|   | Ciclista              | Equipo       | Tiempo      |
| - | --------------------- | ------------ | ----------- |
| 1 | Antonio Andrés Sancho | FC Barcelona | 22h 43' 57" |
| 2 | Antonio Martín        | RCD Español  | + 53"       |
| 3 | Andrés Canals         | RCD Español  | + 02' 05"   |

### 8ª etapa[6]
12-9-1941: Olot - Gerona. 125,0 km
|   | Ciclista        | Equipo       | Tiempo     |
| - | --------------- | ------------ | ---------- |
| 1 | Antonio Martín  | RCD Espanyol | 4h 11' 05" |
| 2 | Delio Rodríguez | RCD Espanyol | m. t.      |
| 3 | Joaquín Olmos   | FC Barcelona | m. t.      |

|   | Ciclista              | Equipo       | Tiempo      |
| - | --------------------- | ------------ | ----------- |
| 1 | Antonio Andrés Sancho | FC Barcelona | 26h 55' 02" |
| 2 | Antonio Martín        | RCD Español  | + 53"       |
| 3 | Andrés Canals         | RCD Español  | + 02' 05"   |

### 9ª etapa[7]
13-09-1941: (9A Gerona-Palamós 48 km) y (9B Palamós-Figueras 79 km)
|   | Ciclista              | Equip        | Temps      |
| - | --------------------- | ------------ | ---------- |
| 1 | Mariano Cañardo       | FC Barcelona | 1h 12' 08" |
| 2 | Antonio Andrés Sancho | FC Barcelona | m. t.      |
| 3 | Martín Abadía         | FC Barcelona | m. t.      |

|   | Ciclista        | Equip        | Temps      |
| - | --------------- | ------------ | ---------- |
| 1 | Delio Rodríguez | RCD Español  | 2h 25' 43" |
| 2 | Antonio Martín  | RCD Español  | m. t.      |
| 3 | Joaquín Olmos   | FC Barcelona | m. t.      |

|   | Ciclista              | Equip        | Temps      |
| - | --------------------- | ------------ | ---------- |
| 1 | Mariano Cañardo       | FC Barcelona | 3h 37' 51" |
| 2 | Antonio Andrés Sancho | FC Barcelona | m. t.      |
| 3 | Martín Abadía         | FC Barcelona | m. t.      |

|   | Ciclista              | Equip        | Temps       |
| - | --------------------- | ------------ | ----------- |
| 1 | Antonio Andrés Sancho | FC Barcelona | 30h 32' 53" |
| 2 | Antonio Martín        | RCD Español  | + 01' 12"   |
| 3 | Andrés Canals         | RCD Español  | + 02' 24"   |

### 10.ª etapa[8]
14-9-1941: Figueres - Barcelona. 216,0 km
|   | Ciclista        | Equipo       | Tiempo     |
| - | --------------- | ------------ | ---------- |
| 1 | Delio Rodríguez | RCD Español  | 7h 36' 48" |
| 2 | Joaquín Olmos   | FC Barcelona | m. t.      |
| 3 | José Campamá    | FC Barcelona | m. t.      |

|   | Ciclista              | Equipo       | Tiempo      |
| - | --------------------- | ------------ | ----------- |
| 1 | Antonio Andrés Sancho | FC Barcelona | 38h 09' 41" |
| 2 | Andrés Canals         | RCD Español  | + 02' 24"   |
| 3 | José Campamá          | FC Barcelona | + 04' 16"   |

## Clasificación General
|    | Ciclista               | Equipo       | Tiempo      |
| -- | ---------------------- | ------------ | ----------- |
|    | Antonio Andrés Sancho  | FC Barcelona | 38h 09' 41" |
| 2  | Andrés Canals          | RCD Español  | + 2' 24"    |
| 3  | José Campamá           | FC Barcelona | + 4' 16"    |
| 4  | Julián Berrendero      | RCD Español  | + 4' 19"    |
| 5  | Federico Ezquerra      | RCD Español  | + 4' 20"    |
| 6  | Martín Abadía          | FC Barcelona | + 4' 26"    |
| 7  | Antonio Martín         | RCD Español  | + 6' 41"    |
| 8  | Isidro Bejarano        | UD Sants     | + 12' 12"   |
| 9  | Joaquín Olmos          | FC Barcelona | + 13' 13"   |
| 10 | Delio Rodríguez Barros | RCD Español  | + 13' 29"   |

## Clasificaciones secundarias
|   | Ciclista          | Equipo      | Puntos |
| - | ----------------- | ----------- | ------ |
| 1 | Fermín Trueba     | RCD Español | 16     |
| 2 | Julián Berrendero | RCD Español | 16     |
| 3 | Federico Ezquerra | RCD Español | 8      |

| Pos. | Equip        | Temps        |
| ---- | ------------ | ------------ |
| 1    | FC Barcelona | 114h 37' 45" |
| 2    | RCD Español  | + 2' 21"     |
| 3    | UD Sants     | + 1h 18' 07" |